# Майк Браян
Майкл Карл Браян (англ. Michael Carl Bryan, більш відомий як Майк Браян, нар. 29 квітня 1978) — американський тенісист, спеціаліст із парної гри, багаторазовий переможець турнірів Великого шолома, олімпійський чемпіон та медаліст.
Майк Браян грає в парі зі своїм братом-близнюком Бобом Браяном. Пара братів Браян станом на серпень 2012 виграла 11 турнірів Великого шолома, стала бронзовими медалістами Пекінської олімпіади й чемпіонами Лондонської олімпіади.
Партнеркою Майка в міксті є американська тенісистка Ліза Реймонд, із якою він виграв три турніри Великого шолома й бронзові олімпійські медалі Лондонської олімпіади.

## Зовнішні посилання
- Досьє на сайті ATP [Архівовано 15 серпня 2012 у Wayback Machine.]